# Gerard Bordas Bahamontes
Gerard Bordas Bahamontes (Manresa, Bages, 11 de setembre de 1981) és un exfutbolista català que jugava com a migcampista. El seu darrer club va ser el CE Manresa, on es va retirar el 2016.

## Trajectòria
Veloç extrem esquerre que és molt perillós en l'un contra un a causa de la seva habilitat en el regat. La seva polivalència fa que pugui jugar en ambdues bandes i més, si l'equip ho necessita, com a segona punta en l'atac.

## Clubs
| Club                   | País      | Any       |
| ---------------------- | --------- | --------- |
| CE Manresa             | Catalunya | 1999-2001 |
| Terrassa FC            | Catalunya | 2001-2002 |
| CF Gavà                | Catalunya | 2002-2003 |
| Gimnàstic de Tarragona | Catalunya | 2003-2004 |
| Lorca Deportiva CF     | Espanya   | 2004-2005 |
| Terrassa FC            | Catalunya | 2005-2006 |
| CF Gavà                | Catalunya | 2006-2008 |
| Vila-real B            | Espanya   | 2008-2012 |
| Vila-real CF           | Espanya   | 2011-2013 |
| Girona FC              | Catalunya | 2013-2015 |
| CE Manresa             | Catalunya | 2015-2016 |